# Quiza Xenitana
Quiza (grec ancien : Κούϊζα), également connue sous le nom de Vuiza (Βούϊζα), que Pline l'Ancien appelait Quiza Xenitana, et parfois écrit à tort Quiza Cenitana, est une colonie berbèro-romaine, située dans l’ancienne province romaine de la Maurétanie Césarienne. La ville est identifiée aux ruines de Sidi Belattar, en Algérie.

## Histoire
Quiza est à l’origine un petit village berbère aux racines phéniciennes. Elle se développe sous l’Empire romain. Vers 120, l’empereur Hadrien y fait ériger un arc.
Le lexicographe William Smith identifie Quiza avec Giza, près d’Oran, dans son ouvrage Dictionary of Greek and Roman Geography. Des recherches plus récentes l’identifient avec l’actuelle El-Benian, sur la route côtière entre Mostaga et Dara,,.
Dans son Histoire naturelle (4.2.3), Pline l’Ancien écrit : « Vient ensuite Quiza Xénitana, ville fondée par des étrangers » ; remarque justifiée par le fait que le mot Xénitana dérive du grec (ξένος), qui signifie « étranger », comme l’explique également Victor de Vite. La ville est également mentionnée ailleurs par Pline l’Ancien (5.2), par Ptolémée et par Pomponius Mela.

## Diocèse
Quiza est également un siège titulaire du christianisme. Quaestoriana se trouve dans la province ecclésiastique de la Byzacène.
Au concile de Carthage (411), qui réunit des évêques catholiques et donatistes, Quiza est représentée par le catholique Priscus, qui n’a pas de correspondant donatiste. Il est également mentionné dans une lettre de saint Augustin adressée au pape Célestin Ier. Tibérien de Quiza fait partie des évêques catholiques que le roi vandale Hunéric, adepte de l’arianisme, convoque à Carthage en 484 avant de les exiler. De plus, le nom d’un évêque Vitalianus apparaît sur le pavement en mosaïque de la basilique fouillée de Quiza,,.
Quiza n’est plus un évêché résidentiel, mais elle figure aujourd’hui dans la liste des sièges titulaires de l’Église catholique.
Les évêques connus sont :
- Priscus, actif en 411
- Tibérien de Quiza, actif en 484
- Vitalianus
- Adrien André Maria Cimichella, O.S.M. † (nommé le 5 juin 1964 – décédé le 21 juillet 2004)
- José Guadalupe Torres Campos (nommé le 10 décembre 2005 – transféré le 25 novembre 2008 comme évêque de Gómez Palacio, Durango)
- Cirilo B. Flores (en) † (nommé le 5 janvier 2009 – transféré le 4 janvier 2012 comme coadjuteur de San Diego, Californie)
- Linas (Genadijus) Vodopjanovas, O.F.M. (nommé le 11 février 2012 – transféré le 20 mai 2016 comme évêque de Panevėžys)
- Anthony Randazzo (en) (nommé le 24 juin 2016 – transféré le 7 octobre 2019 comme évêque de Broken Bay)[8]
- Ján Kuboš (en) (nommé le 25 mars 2020)[14].